# Champion of Champions 2019
Il Champion of Champions 2019 è il dodicesimo evento della stagione 2019-2020 di snooker, il quinto Non-Ranking ed è la nona edizione di questo torneo che si è disputato dal 4 al 10 novembre 2019 a Coventry in Inghilterra.
2° Champion of Champions e 6º titolo Non-Ranking per Neil Robertson.

## Montepremi
- Vincitore: £150.000
- Finalista: £60.000
- Semifinalisti: £30.000
- Quarti di finale: £17.500
- Sedicesimi di finale: £12.500

## Partecipanti
Al torneo vengono invitati tutti i giocatori che hanno vinto almeno un torneo a partire dalla scorsa edizione del Champion of Champions fino al World Open 2019 e un invito anche al finalista del Mondiale 2019 John Higgins.
Essendo il campione in carica, Ronnie O'Sullivan viene classificato solo per questo torneo 1°.

### Giocatori invitati
| N°                         | Torneo                                  | Vincitore                         | Stagione          |
| -------------------------- | --------------------------------------- | --------------------------------- | ----------------- |
| 1                          | Champion of Champions 2018              | Ronnie O'Sullivan (1)             | 2018-2019         |
| 2                          | Northern Ireland Open 2018              | Judd Trump (2)                    | 2018-2019         |
| 3                          | UK Championship 2018                    | Ronnie O'Sullivan                 | 2018-2019         |
| 4                          | Scottish Open 2018                      | Mark Allen (3)                    | 2018-2019         |
| 5                          | The Masters 2019                        | Judd Trump                        | 2018-2019         |
| 6                          | German Masters 2019                     | Kyren Wilson (4)                  | 2018-2019         |
| 7                          | World Grand Prix 2019                   | Judd Trump                        | 2018-2019         |
| 8                          | Shoot-Out 2019                          | Thepchaiya Un-Nooh (5)            | 2018-2019         |
| 9                          | Indian Open 2019                        | Matthew Selt (6)                  | 2018-2019         |
| 10                         | Welsh Open 2019                         | Neil Robertson (7)                | 2018-2019         |
| 11                         | Players Championship 2019               | Ronnie O'Sullivan                 | 2018-2019         |
| 12                         | Championship League 2019                | Martin Gould (8)                  | 2018-2019         |
| 13                         | Gibraltar Open 2019                     | Stuart Bingham (9)                | 2018-2019         |
| 14                         | Tour Championship 2019                  | Ronnie O'Sullivan                 | 2018-2019         |
| 15                         | China Open 2019                         | Neil Robertson                    | 2018-2019         |
| 16                         | Campionato mondiale 2019                | Judd Trump                        | 2018-2019         |
| 17                         | Finalista Campionato mondiale 2019      | John Higgins (10)                 | 2018-2019         |
| 18                         | World Cup 2019                          | John Higgins Stephen Maguire (11) | 2019-2020         |
| 19                         | Riga Masters 2019                       | Yan Bingtao (12)                  | 2019-2020         |
| 20                         | International Championship 2019         | Judd Trump                        | 2019-2020         |
| 21                         | Shanghai Masters 2019                   | Ronnie O'Sullivan                 | 2019-2020         |
| 22                         | China Championship 2019                 | Shaun Murphy (13)                 | 2019-2020         |
| 23                         | English Open 2019                       | Mark Selby (14)                   | 2019-2020         |
| 24                         | World Open 2019                         | Judd Trump                        | 2019-2020         |
| Tornei fuori dal Main Tour |                                         |                                   |                   |
| 25                         | World Women's Snooker Championship 2019 | Reanne Evans (15)                 | Reanne Evans (15) |
| 26                         | World Seniors Championship 2019         | Jimmy White (16)                  | Jimmy White (16)  |

## Fase a eliminazione diretta
| Sedicesimi di finale   | Quarti di finale          | Semifinali                | Finale                  |
| ---------------------- | ------------------------- | ------------------------- | ----------------------- |
| Al meglio dei 7 frames | Al meglio degli 11 frames | Al meglio degli 11 frames | Al meglio dei 19 frames |

Il Ranking indicato è quello prima dell'inizio della competizione.
| Giocatore         | Giocatore          | Risultato | Ranking Giocatore 1 | Ranking Giocatore 2 |
| ----------------- | ------------------ | --------- | ------------------- | ------------------- |
| Ronnie O'Sullivan | Jimmy White        | 4 - 3     | 1                   | 123                 |
| John Higgins      | Stuart Bingham     | 4 - 2     | 5                   | 12                  |
| Neil Robertson    | Martin Gould       | 4 - 0     | 4                   | 51                  |
| Shaun Murphy      | Reanne Evans       | 4 - 3     | 8                   | [ 3 ]               |
| Mark Selby        | Yan Bingtao        | 4 - 0     | 6                   | 18                  |
| Mark Allen        | Matthew Selt       | 4 - 2     | 7                   | 29                  |
| Judd Trump        | Stephen Maguire    | 4 - 0     | 2                   | 14                  |
| Kyren Wilson      | Thepchaiya Un-Nooh | 3 - 4     | 9                   | 22                  |

| Giocatore         | Giocatore          | Risultato | Ranking Giocatore 1 | Ranking Giocatore 2 |
| ----------------- | ------------------ | --------- | ------------------- | ------------------- |
| Ronnie O'Sullivan | John Higgins       | 6 - 3     | 1                   | 5                   |
| Neil Robertson    | Shaun Murphy       | 6 - 5     | 4                   | 8                   |
| Mark Selby        | Mark Allen         | 2 - 6     | 6                   | 7                   |
| Judd Trump        | Thepchaiya Un-Nooh | 6 - 3     | 1                   | 22                  |

| Giocatore         | Giocatore      | Risultato | Ranking Giocatore 1 | Ranking Giocatore 2 |
| ----------------- | -------------- | --------- | ------------------- | ------------------- |
| Ronnie O'Sullivan | Neil Robertson | 5 - 6     | 1                   | 4                   |
| Mark Allen        | Judd Trump     | 4 - 6     | 7                   | 1                   |

| FINALE Ricoh Arena, Coventry, Inghilterra, Regno Unito, 10 novembre 2019 ARBITRO: Desislava Bozhilova                      | FINALE Ricoh Arena, Coventry, Inghilterra, Regno Unito, 10 novembre 2019 ARBITRO: Desislava Bozhilova | FINALE Ricoh Arena, Coventry, Inghilterra, Regno Unito, 10 novembre 2019 ARBITRO: Desislava Bozhilova |
| Neil Robertson (4) | 10 - 9                                                                                                | Judd Trump (2)                                                                                        |
| --- | --- | --- |
| PRIMA SESSIONE: 1-0 2-0 2-1 3-1 3-2 3-3 3-4 4-4 5-4 (5-4) SECONDA SESSIONE: 5-5 6-5 6-6 6-7 7-7 7-8 8-8 8-9 9-9 10-9 (5-5) | | |
| MIGLIOR BREAK: 137 CENTURY BREAKS: 5                                                                                       | | MIGLIOR BREAK: 127 CENTURY BREAKS: 3                                                                  |
| Neil Robertson vince il Champion of Champions 2019                                                                         | | |

### Statistiche
| Giocatore          | Differenza tra i frames |
| ------------------ | ----------------------- |
| Judd Trump         | +8                      |
| Neil Robertson     | +7                      |
| Mark Allen         | +4                      |
| Ronnie O'Sullivan  | +3                      |
| Mark Selby         | 0                       |
| Shaun Murphy       | 0                       |
| John Higgins       | -1                      |
| Reanne Evans       | -1                      |
| Kyren Wilson       | -1                      |
| Jimmy White        | -1                      |
| Thepchaiya Un-Nooh | -2                      |
| Matthew Selt       | -2                      |
| Stuart Bingham     | -2                      |
| Martin Gould       | -4                      |
| Yan Bingtao        | -4                      |
| Stephen Maguire    | -4                      |

### Century Breaks (20)
| N° | Giocatore         | Century Breaks | Miglior Break |
| -- | ----------------- | -------------- | ------------- |
| 1  | Neil Robertson    | 8              | 137           |
| 2  | Judd Trump        | 6              | 128           |
| 3  | Mark Allen        | 3              | 140           |
| 4  | Shaun Murphy      | 1              | 130           |
| =  | Ronnie O'Sullivan | 1              | 104           |
| =  | Kyren Wilson      | 1              | 102           |